# Mount Raleigh
Mount Raleigh är ett berg i Kanada.   Det ligger i provinsen British Columbia, i den sydvästra delen av landet, 3 600 km väster om huvudstaden Ottawa. Toppen på Mount Raleigh är 3 132 meter över havet.
Terrängen runt Mount Raleigh är huvudsakligen mycket bergig. Mount Raleigh är den högsta punkten i trakten. Trakten runt Mount Raleigh är nära nog obefolkad, med mindre än två invånare per kvadratkilometer.. Det finns inga samhällen i närheten. 
Trakten runt Mount Raleigh är permanent täckt av is och snö.